# The Odd Couple (Album)
The Odd Couple ist das zweite Studioalbum des US-amerikanischen Musikprojektes Gnarls Barkley, das im März 2008 erschien.

## Entstehung und Veröffentlichung
Die Erstveröffentlichung von The Odd Couple erfolgte am 18. März 2008 bei Warner Music. Benannt wurde es nach der Filmkomödie Ein seltsames Paar, die im englischen Original den Titel „The Odd Couple“ trägt. Nachdem das Album bereits Anfang März 2008 geleakt wurde, wurde die ursprünglich für April angedachte Veröffentlichung um zwei Wochen vorverschoben. Das Album erschien in seiner Originalausführung als CD mit 13 Titeln (Katalognummer: 2-450236). Eine im Folgemonat erschienene digitale Version beinhaltet als Bonus ein Instrumental zu Run. Im April veröffentlichte Gnarls Barkley das Album als Instrumentalversion kostenlos im Internet, allerdings rückwärts unter dem Titel elpuoC ddO ehT.
Geschrieben wurden die Lieder gemeinsam von den Gnarls-Barkley-Mitgliedern Brian Burton (DJ Danger Mouse) und Thomas Callaway (CeeLo Green), teilweise zusammen mit weiteren Koautoren. DJ Danger Mouse zeichnete darüber hinaus alleine für die Produktion verantwortlich.

## Inhalt und Stil
Wie sein Vorgänger St. Elsewhere ist The Odd Couple inhaltlich sehr düster, die Frankfurter Allgemeine Zeitung beschreibt CeeLo Greens Texte als „pessimistisch-misanthrop“ und von „Unsicherheit, Schutzlosigkeit und Selbstzweifel“ geprägt. In „Would Be Killer“ nimmt er die Rolle eines potenziellen Amokläufers, in „Whatever“ die eines frustrierten Teenagers ein, „Neighbors“ handelt vom oberflächlichen Neid seines Nachbarn. Positiver sind die Inhalte etwa von „Going On“ oder „Blind Mary“, in dem CeeLo die Liebe zu einer blinden Frau, die ihn nicht nach seinem Äußeren beurteilt, beschreibt. Musikalisch ist The Odd Couple ebenfalls weitgehend melancholisch bis depressiv gehalten und „hat entschieden mehr mit Big Beat und in seinen ruhigeren Momenten mit Trip-Hop zu tun als mit der Ästhetik des zeitgenössischen, nordamerikanischen Hip-Hop und R & B.“ Erneut wurden sowohl Samples als auch Musikinstrumente integriert und die Spieldauer zumeist kurz gehalten.

## Titelliste
1. Charity Case
2. Who’s Gonna Save My Soul
3. Going On
4. Run (I’m a Natural Disaster)
5. Would Be Killer
6. Open Book
7. Whatever
8. Surprise
9. No Time Soon
10. She Knows
11. Blind Mary
12. Neighbors
13. A Little Better

## Singleauskopplungen
Als Leadsingle von The Odd Couple fungierte Run (I’m a Natural Disaster), das bereits im Januar 2008 im Internet auftauchte. Seien beste Chartplatzierung verbuchte die Single in Bulgarien mit Platz 26, im Vereinigten Königreich landete diese auf Platz 32. Das Musikvideo, in dem Justin Timberlake einen Cameo-Auftritt hat, durfte in Großbritannien aufgrund einer erhöhten Epilepsie-Gefahr durch ineinander fließende geometrische Formen und Linien anfangs nicht ausgestrahlt werden. Die Effekte wurden nachträglich abgemildert. Das Video gewann zwei MTV Video Music Awards.
Die weiteren Singles Going On und Who’s Gonna Save My Soul blieben kommerziell weitgehend unbemerkt. Going On konnte sich in Kanada (Platz 52) und den Vereinigten Staaten (Platz 88) in den Charts platzieren. Das Video zu Who’s Gonna Save My Soul wurde bei den Grammy Awards 2009 als Bestes Musik-Kurzvideo nominiert.
Liste der Singleauskopplungen

| Jahr | Titel                    | Höchstplatzierung, Gesamtwochen, AuszeichnungChartplatzierungen (Jahr, Titel, , Platzierungen, Wochen, Auszeichnungen, Anmerkungen) | Höchstplatzierung, Gesamtwochen, AuszeichnungChartplatzierungen (Jahr, Titel, , Platzierungen, Wochen, Auszeichnungen, Anmerkungen) | Höchstplatzierung, Gesamtwochen, AuszeichnungChartplatzierungen (Jahr, Titel, , Platzierungen, Wochen, Auszeichnungen, Anmerkungen) | Höchstplatzierung, Gesamtwochen, AuszeichnungChartplatzierungen (Jahr, Titel, , Platzierungen, Wochen, Auszeichnungen, Anmerkungen) | Höchstplatzierung, Gesamtwochen, AuszeichnungChartplatzierungen (Jahr, Titel, , Platzierungen, Wochen, Auszeichnungen, Anmerkungen) | Anmerkungen                             |
| Jahr | Titel                    | DE | AT | CH | UK | US | Anmerkungen                             |
| ---- | ------------------------ | --- | --- | --- | --- | --- | --------------------------------------- |
| 2008 | Run                      | DE72 (4 Wo.)DE | AT51 (4 Wo.)AT | CH65 (3 Wo.)CH | UK32 (8 Wo.)UK | — | Erstveröffentlichung: 5. Februar 2008   |
| 2008 | Going On                 | — | — | — | — | US88 (1 Wo.)US | Erstveröffentlichung: 24. Juni 2008     |
| 2008 | Who’s Gonna Save My Soul | — | — | — | — | — | Erstveröffentlichung: 4. September 2008 |

## Rezensionen
The Odd Couple wurde weitgehend eher positiv, aber schlechter als St. Elsewhere aufgenommen. Es hat einen Metascore von 76 Punkten.
Für die Rezensentin des E-Zines laut.de dränge sich ein Vergleich mit Fahrstuhlmusik auf. Die Musik wird als „wellenförmiges Lärmgemansche“ bezeichnet und das Album mit zwei von fünf Punkten bewertet. Lediglich die schnelleren Songs „Going On“ und „Run“ werden positiv hervorgehoben.

„The Odd Couple is even doomier [than ‚Crazy‘] — it’s like the laugh from ‚Crazy‘ stretched out into a whole album of paranoid bad weed vibes. Thanks to Danger Mouse, the album has the always unpredictable sonic brilliance of their first collaboration, St. Elsewhere, even when the songwriting misses the mark. They don’t try for any crowd-pleasing pop energy — instead, Danger Mouse filters Cee-Lo’s gospel-trained voice through alien studio effects over druggy, distorted funk loops for the kind of sound they called „trip-Hop“ back in the Nineties. […] This time, Gnarls don’t want anybody to miss how bummed out they are.“

Allmusic bemängelt den Mangel an Innovation des Albums, sowohl musikalisch als auch textlich wiederhole Gnarls Barkley sich zumeist. Er vergibt dreieinhalb von fünf Punkten an The Odd Couple.

„[…] it's exactly like St. Elsewhere, and fails to reveal a single new thing. All the hallmarks of a follow-up record are here -- similar sounds and themes, for sure, but also a clear lack of innovation, lyrical and production touches that have since become clichés, and more than just a few passages that will prompt a severe case of listener déjà vu.“

## Chartplatzierungen
| ChartsChartplatzierungen       | Höchstplatzierung | Wochen |
| ------------------------------ | ----------------- | ------ |
| Deutschland (GfK)              | 58 (3 Wo.)        | 3      |
| Österreich (Ö3)                | 32 (4 Wo.)        | 4      |
| Schweiz (IFPI)                 | 16 (9 Wo.)        | 9      |
| Vereinigte Staaten (Billboard) | 12 (11 Wo.)       | 11     |
| Vereinigtes Königreich (OCC)   | 19 (3 Wo.)        | 3      |